# Edmond Wells
Pour les articles homonymes, voir Wells.
Edmond Wells est un personnage de fiction créé par l'écrivain français Bernard Werber. Il est connu pour être le premier personnage faisant le lien entre différentes sagas de Werber même si les scenarios sont distincts : il est ainsi très régulièrement cité dans la Trilogie des Fourmis (Les Fourmis, Le Jour des fourmis et La Révolution des fourmis) et apparaît pour la première fois directement dans L'Empire des anges, le second tome du Cycle des Anges, puis à nouveau dans deux des trois tomes qui en sont la suite et qui forment le Cycle des dieux : Nous les dieux, Le Souffle des dieux et Le Mystère des dieux. Il est également cité régulièrement dans La diagonale des reines ainsi que dans Le temps des chimères par son arrière-petit-fils Benjamin Wells. 
Dans les romans de Werber, Wells est l'auteur de l'Encyclopédie du savoir relatif et absolu, ouvrage très souvent cité dans chacune des trois sagas auxquelles il est rattaché. Apparaissant dans trois livres et étant en tout cité dans dix d'entre eux, Wells est le personnage le plus récurrent créé par l'auteur, et lui ressemble par certains points.

## Histoire du personnage

### La trilogie des Fourmis
L'histoire d'Edmond Wells est un peu paradoxale, c'est un mort-né dans l'histoire. Car le cycle débute après sa mort, et l'on ne prend connaissance de sa vie qu'au travers des récits des différents protagonistes de l'histoire que sont sa famille, ses amis et son entourage. Professionnellement, l'on peut considérer qu'il est biologiste de formation, mais sa passion et son investissement dans l'univers des fourmis font de lui un entomologiste comme l'indique le professeur Rosenfeld, le professeur avec lequel il est parti étudier les fourmis magnans en Afrique : « Les bactéries ne le passionnaient pas le millième de ce que l’ont passionné ses recherches sur l’insecte, et tout particulièrement sur les fourmis. Et quand je dis "ses recherches", c’était un engagement total. »
Enfant
Enfant, il prend l'habitude de casser ses jouets pour les démonter, il décortique tout et il construit des abris, il aime rester caché, toutefois très instable, il tente de se pendre à 7 ans, puis à 8 ans essaye de poignarder son professeur avec des ciseaux. Son QI est peu élevé, il est alors considéré comme fou. Cependant, c'est à cette époque qu'il évoque la première fois l'énigme des allumettes : former quatre triangles équilatéraux avec six allumettes. C'est durant son enfance qu'il sort la phrase clef qui résonne dans tous les ouvrages de la saga, pour résoudre son énigme : « Il faut penser différemment, si on réfléchit comme on en a l'habitude, on n'arrive à rien. »
Adulte
Physiquement, il a un front dégarni, une moustache pointue, et des oreilles sans lobes à la Kafka.
Malgré ses déboires passés, il réussit à passer son doctorat à la faculté de sciences, en section biologie où il étudie les bactéries, qu'il assimile à l'ancêtre de l'homme, car pour lui « Un gros problème complexe n'est en fait qu'une réunion de petits problèmes simples ». Intéressé par tout, il cherche à contrôler les battements de son cœur. Féru de connaissances, notamment de sciences et spiritualité, il accumule tout au long de sa vie des informations étonnantes consignées dans l'Encyclopédie du savoir relatif et absolu ouvrage subdivisé en plusieurs tomes qu'il disperse un peu partout. À la sortie de la faculté, durant les années 60, il travaille pour la société de yaourt "Sweetmilk corporation" produisant une bactérie odorante révolutionnaire. C'est durant cette période qu'il fait la rencontre avec son épouse, Ling Mi, qui malheureusement décède d'une leucémie. Dans le même temps, il se fait renvoyer de son travail à cause d'insubordination. Certainement pour oublier son chagrin, il part en Afrique avec un nouveau sujet d'étude, les fourmis magnans, sujet sur lequel il travaille avec le professeur Rosenfeld. Quelque temps plus tard, il revient habiter en France à Paris dans la rue Sybarite, à la lisière du bois ou il continue ses études dans la confidentialité. C'est d'ailleurs à la suite de l'une de ses expériences qu'il meurt attaqué par des guêpes: du fait qu'il soit sorti recouvert des phéromones dont il se sert lors de ses expériences sur les fourmis, les guêpes le confondent avec une fourmi et l'attaquent. Son corps est retrouvé avec 0,3 gramme de venin par litre de sang. Il finit enterré dans une forêt de pins à Fontainebleau conformément à ses vœux.
Les membres de sa famille sont cependant des personnages principaux, comme son neveu Jonathan Wells (dans le premier volume) et sa fille Laetitia Wells (dans le second volume).

### L'Empire des anges
En tant qu'ange instructeur, il accueillera ensuite Michael Pinson dans l'œuvre L'Empire des anges, et le guidera durant son apprentissage d'ange gardien. Puis il continuera son périple et deviendra l'ami de Michael, dans la trilogie de Nous les dieux, dans lesquels il accompagnera le groupe des thanatonautes, mais se fera prendre dans la maison d'Atlas.

### Le Cycle des Dieux
Edmond Wells apparaît également aux côtés de Michaël Pinson, et avec lui son Encyclopédie du savoir relatif et absolu qu'il a réussi à faire entrer dans le monde des dieux. De nombreux maîtres-dieux confient d'ailleurs au cours de l'histoire avoir lu son ouvrage.
Au cours de la partie du jeu d'Y (jeu au cours duquel les élèves-dieux doivent faire progresser et évoluer le peuple dont ils ont la charge depuis sa préhistoire jusqu'aux temps les plus avancés) qui se joue dans cette trilogie, Edmond Wells choisit de nommer le peuple dont il dirige la destinée « les hommes-fourmis » (on note ici la fascination du personnage pour les fourmis, encore une fois).
Plus tard au cours de l'histoire, Edmond Wells est supposé se faire tuer et son peuple fusionne avec celui de Pinson, les hommes-dauphins.
On apprend ultérieurement que le personnage n'est pas vraiment mort, mais s'est simplement caché dans une foret d'Aeden. Ingénieux et malicieux, Wells réussit à de nombreuses reprises à aider Michael Pinson par la suite.
À la fin du Mystère des dieux, Wells, accompagné par Michael, va jusqu'aux limites de l'univers et découvre finalement la véritable nature du monde : il prend conscience le premier qu'ils ne sont rien d'autre que des personnages de roman, qui ne vivent que parce que le lecteur lit leurs aventures.

### Troisième Humanité
Edmond Wells transparaît aussi dans la trilogie de Troisième Humanité au travers de l'apparition des articles de l'encyclopédie du savoir relatif et absolu, tome VI et VII.